# Movimento cristão hebreu
O Movimento cristão hebreu (em inglês:  Hebrew Christian movement) do século XIX e início do século XX consistia em judeus que se converteram ao Cristianismo, mas adoravam em congregações separadas das Igrejas denominacionais. Em muitos casos, eles mantiveram algumas práticas e liturgia judaica, com a adição de leituras do Novo Testamento cristão. O movimento foi incorporado ao movimento judaico messiânico paralelo no final dos anos 1960.

## Século I até a Reforma
Desde as origens judaicas do Cristianismo, passando pela divisão entre o Cristianismo primitivo e o Judaísmo e o desenvolvimento do Cristianismo no século I, a missão cristã aos judeus foi liderada principalmente pelas Igrejas estabelecidas (gentias), com os convertidos judeus às vezes fazendo proselitismo com seu próprio povo.

## Movimentos precursores
O despertar do movimento missionário geral na Igreja protestante durante o final do século XVIII e início do século XIX motivou muitos missionários a fazerem proselitismo aos judeus de uma forma mais “humana”. Com sociedades na Inglaterra, Escócia e Alemanha, os missionários viajaram por toda a Europa e tiveram algum sucesso, como Aaron Bernstein observou em vários exemplos. O século XIX viu pelo menos 250.000 judeus se converterem ao Cristianismo, de acordo com os registros existentes de várias sociedades.
A partir do século XIX, alguns grupos tentaram criar congregações e sociedades principalmente de judeus que se converteram ao Cristianismo. A Sociedade de Londres para a Promoção do Cristianismo entre os Judeus (em inglês:  London Society for promoting Christianity amongst the Jews), atualmente conhecida como "Ministério da Igreja entre o Povo Judeu"(em inglês:  Church's Ministry Among Jewish People), foi formada em 1809 com o lema “Jesus Cristo é o Messias”.

## Primeiras congregações
A primeira congregação identificável composta exclusivamente por judeus que se converteram ao Cristianismo foi estabelecida no Reino Unido em 1813; um grupo de 41 judeus cristãos estabeleceu uma associação chamada "Beni Abraham", e começou a se reunir na Capela dos Judeus em Londres para orações nas sextas à noite e nos domingos de manhã; Em 1885, a primeira Igreja cristã hebraica foi estabelecida em Nova Iorque. Na década de 1890, os judeus imigrantes que se converteram ao Cristianismo estabeleceram a missão "Esperança de Israel" no Lower East Side de Nova Iorque, mantendo os ritos e costumes judaicos. Em 1895, a revista Our Hope da Hope of Israel trazia o subtítulo “Um mês dedicado ao estudo da profecia e ao judaísmo messiânico”. A Esperança de Israel foi controversa: outros grupos missionários acusaram seus membros de serem judaizantes, e um dos dois editores da revista Our Hope, Arno C. Gaebelein, acabou repudiando seus pontos de vista, e, como resultado, conseguiu se tornar um líder na o principal movimento evangélico cristão. Em 1915, quando a Aliança Cristã Hebraica da América (em inglês:  Hebrew Christian Alliance of America, HCAA) foi fundada, ela "consistentemente amenizou os medos dos cristãos fundamentalistas, enfatizando que não é uma denominação separada, mas apenas um braço evangelístico da Igreja evangélica", e insistiu que estaria livre dessas práticas judaizantes "agora e para sempre". Nas décadas de 1940 e 50, missionários em Israel adotaram o termo meshichyim ("Messiânico") para contrariar as conotações negativas da palavra tradicional notzrim.

## Primeiras organizações
- A Sociedade Americana para Melhorar a Condição dos Judeus (em inglês:  American Society for Meliorating the Condition of the Jews, ASMCJ) foi constituída em 14 de abril de 1820, "para convidar e receber, de qualquer parte do mundo, os judeus que já professam a religião cristã, ou desejam receber instrução cristã, para formar para um assentamento, e fornecê-los com as ordenanças do evangelho, e com o emprego no assentamento que lhes for designado; mas ninguém será recebido, a menos que venha bem recomendado em moral e indústria, e sem custo para esta sociedade." Em 1855, relatórios escandalosos que afetavam o carácter do seu líder causaram a suspensão de todas as atividades daquela sociedade, que finalmente deixou de existir em 1867.
- A "Sociedade de Judeus Convertidos" (em inglês:  Jewish Converts' Society) foi formada em novembro de 1823 com o propósito de edificação mútua e promoção da obra evangélica entre os judeus. Em 1824, os cristãos gentios começaram a ser admitidos na sociedade. Muitos dos membros também aderiram à ASMCJ. Em 1826, o líder foi acusado de heresia e a Sociedade de Conversos Judeus deixou de existir após uma vida de quase quatro anos.
- A Irmandade dos Prosélitos Judeus (em inglês:  Brotherhood of Jewish Proselytes) foi formada em 1844. Seu fundador foi Silian Bonhomme, um judeu francês, por muitos anos o fiel missionário viajante da ASMCJ, mas estava restrito principalmente às reuniões de oração. Em 1844, a irmandade sucumbiu aos ataques da Associação Batista Americana para Evangelizar os Judeus.
- A Associação Batista Americana para Evangelização dos Judeus (em inglês:  American Baptist Association for Evangelizing the Jews, ABAEJ) foi formada em dezembro de 1844 por SH Cone e Joseph Frey, neste momento um batista zeloso, que considerava seu dever neutralizar, tanto quanto possível, o trabalho de todos os não-batistas. Tanto a ABAEJ como uma organização companheira, a Irmandade dos Judeus Convertidos, criaram conflito com a ASMCJ, resultando no rápido declínio e morte de ambas as irmandades.
- A Missão aos Judeus de Brownsville (em inglês:  Brownsville Mission to the Jews) foi formada em 1894 por Leopold Cohn, um imigrante judeu que se converteu ao Cristianismo. Em 1924, a organização de judeus que se converteram ao Cristianismo mudou seu nome para "Conselho Americano de Missões para os Judeus" (em inglês:  American Board of Missions to the Jews). Em 1984, o nome foi mudado novamente para o nome atual, "Ministério do Povo Escolhido" (em inglês:  Chosen People Ministries).

## Movimento estabelecido
A Aliança Cristã Hebraica (em inglês:  Hebrew Christian Alliance) foi formada na Grã-Bretanha em 1860.
A Aliança Cristã Hebraica Americana (em inglês:  Hebrew Christian Alliance of American, HCAA) foi fundada em 1915, em parte para enfatizar aos cristãos fundamentalistas que, embora usasse formas judaicas, era um braço evangelístico cooperativo da Igreja evangélica.
Em 1975, a HCAA mudou seu nome para Aliança Judaica Messiânica da América.